# Alphabet de Lorm

Alphabet de Lorm allemand.

 L'alphabet de Lorm est une technique de communication avec les sourdaveugles inventée par Heinrich Landesmann (connu sous le pseudonyme de Hieronymus Lorm) (1821-1902). Les lettres sont positionnées sur la main, et on écrit sur la main de la personne handicapée en touchant ou effleurant les différents emplacements des lettres, pour former des mots. Par exemple le A est situé sur la pointe du pouce, le E sur la pointe de l'index et le I sur la pointe du majeur. Le B s'obtient en frottant l'index du haut vers la main, le S en effectuant un tour au creux de la paume de main.
Cette technique permet aux plus habitués d'écrire jusqu'à 75 syllabes par minute, ce qui est moins que la langue des signes, mais présente l'avantage d'être accessible aux aveugles.

## Inventeur
Heinrich Landesmann était un journaliste et écrivain allemand, qui publiait sous le pseudonyme Hieronymus Lorm. Il a perdu l'ouïe à l'âge de 16 ans, et la vue à l'âge de 60 ans. Il a inventé ce moyen de conversation avec sa fille.

## Langues
À cause de l'origine allemande de cet alphabet, on y trouve les digraphes Sch, Ch... Les umlauts s'obtiennent en doublant le toucher, par exemple tapoter une fois l'auriculaire pour un U, deux fois pour un Ü.

Alphabet de Lorm tchèque

Une version tchèque de l'alphabet de Lorm existe (avec le même nom). Il s'agit en fait du même, avec des simplifications : supprimer Ä, Ö, Ü, SCH, ST, et déplacer CH de la "croix dans la paume" vers "presser annulaire et auriculaire" (même concept que le F).
La version anglaise présente un peu plus de différences. Les points du V et du W sont déplacés, ainsi que l'axe du Z et la façon de faire les M et N est différente avec plusieurs points au lieu d'un seul. Enfin quelques abréviations sont ajoutées (-teen et Ja).

## Détail de l'alphabet de Lorm original
Les gestes peuvent s'effectuer indifféremment sur les deux mains droite ou gauche. Sauf mention contraire, les frottis sont du bout du doigt vers la main.
- A : Point sur le bout du pouce
- Ä : Deux points sur le bout du pouce
- B : Frottis court au milieu de l'index
- C : Point sur le poignet
- Ch : Croix oblique sur la paume
- D : Frottis court au milieu du majeur
- E : Point sur le bout de l'index
- F : Serrant l'un contre l'autre l'index et le majeur
- G : Frottis court au milieu de l'annulaire
- H : Frottis court au milieu de l'auriculaire
- I : Point sur le bout du majeur
- J : Deux points sur le bout du majeur
- K : Point avec quatre doigts sur la paume
- L : Frottis long du bout des doigts au poignet
- M : Point sur la base de l'auriculaire
- N : Point sur la base de l'index
- O : Point sur le bout de l'annulaire
- Ö : Deux points sur le bout de l'annulaire
- P : Frottis long vers le haut à l'extérieur de l'index
- Q : Frottis long vers le haut à l'extérieur de la main (côté de l'auriculaire)
- R : Légères percussions de doigts sur la paume
- S : Cercle sur la paume
- Sch : Simple cercle autour des quatre doigts
- St : Frottis long vers le haut à l'extérieur du pouce
- T : Frottis court au milieu du pouce
- U : Point sur la pointe de l'auriculaire
- Ü : Deux points sur la pointe de l'auriculaire
- V : Point à la base du pouce, un peu en dehors
- W : Deux points à la base du pouce, un peu en dehors
- X : Barre oblique sur le poignet
- Y : Ligne horizontale qui traverse le milieu des doigts
- Z : Ligne oblique de la base du pouce à la base du petit doigt